# Cratere Lyot (Marte)
Lyot è un cratere sulla superficie di Marte.
Il cratere è dedicato all'astronomo francese Bernard Lyot.